# Paralacydes melana
Paralacydes melana là một loài bướm đêm thuộc phân họ Arctiinae, họ Erebidae.